# Willie Colón & Rubén Blades
Willie Colón & Rubén Blades fue un dúo de salsa activo durante finales de los años 1970 e inicios de los años 1980. Luego de iniciar sus exitosas carreras como solistas se tomaron un tiempo para regresar en los años 1990. Fue uno de los dúos salseros más importantes de la historia de la música latina. Se les conoce como los Pioneros de la Salsa Consciente.

## Carrera

### Antecedentes
Willie Colón, un joven músico de Nueva York, era ya un exitoso trombonista del sello Fania Records para 1973. Su fórmula musical junto al cantante puertorriqueño Héctor Lavoe, había cosechado éxitos en casi 8 años de carrera. Bajo el nombre de La Orquesta de Willie Colón, y luego como Willie Colón & Héctor Lavoe la dupla lanzó trabajos como Cosa Nuestra (1969), Asalto Navideño (1970) y Lo Mato (1973). La dupla estuvo activa hasta 1974.

### Inicios
En el ya citado año de 1973, el músico conoció al joven letrista y músico Rubén Blades, un panameño que trabajaba en la misma disquera que Colón y Lavoe. El músico afirma que Blades era un colaborador habitual de la dupla.
Los músicos se habían encontrado antes, en 1970, cuando la dupla Colón/Lavoe viajó a Panamá por unas presentaciones para los carnavales locales.
En una entrevista con Jorge Obón, Willie Colón dijo lo siguiente sobre Rubén Bladesː

Pasó un tiempo y el apareció en Nueva York, creo que en el New York Casino, y yo le invité que suba a cantar con Héctor ... y lo dejamos cantar con el grupo...
Willie Colón

En 1974, Colón terminó su sociedad musical con Lavoe por motivos personales y de salud, y luego de varios acercamientos de Rubén Blades, se formó la dupla a mediados de los años 70.

### Metiendo Mano
El primer trabajo de la dupla Willie Colón & Rubén Blades salió al mercado en 1977, sin embargo no su primera colaboración, ya que, en 1975, Rubén Blades cantó la canción El Cazanguero en el último álbum de Colón con Lavoe llamado The Good, The Bad, The Ugly.

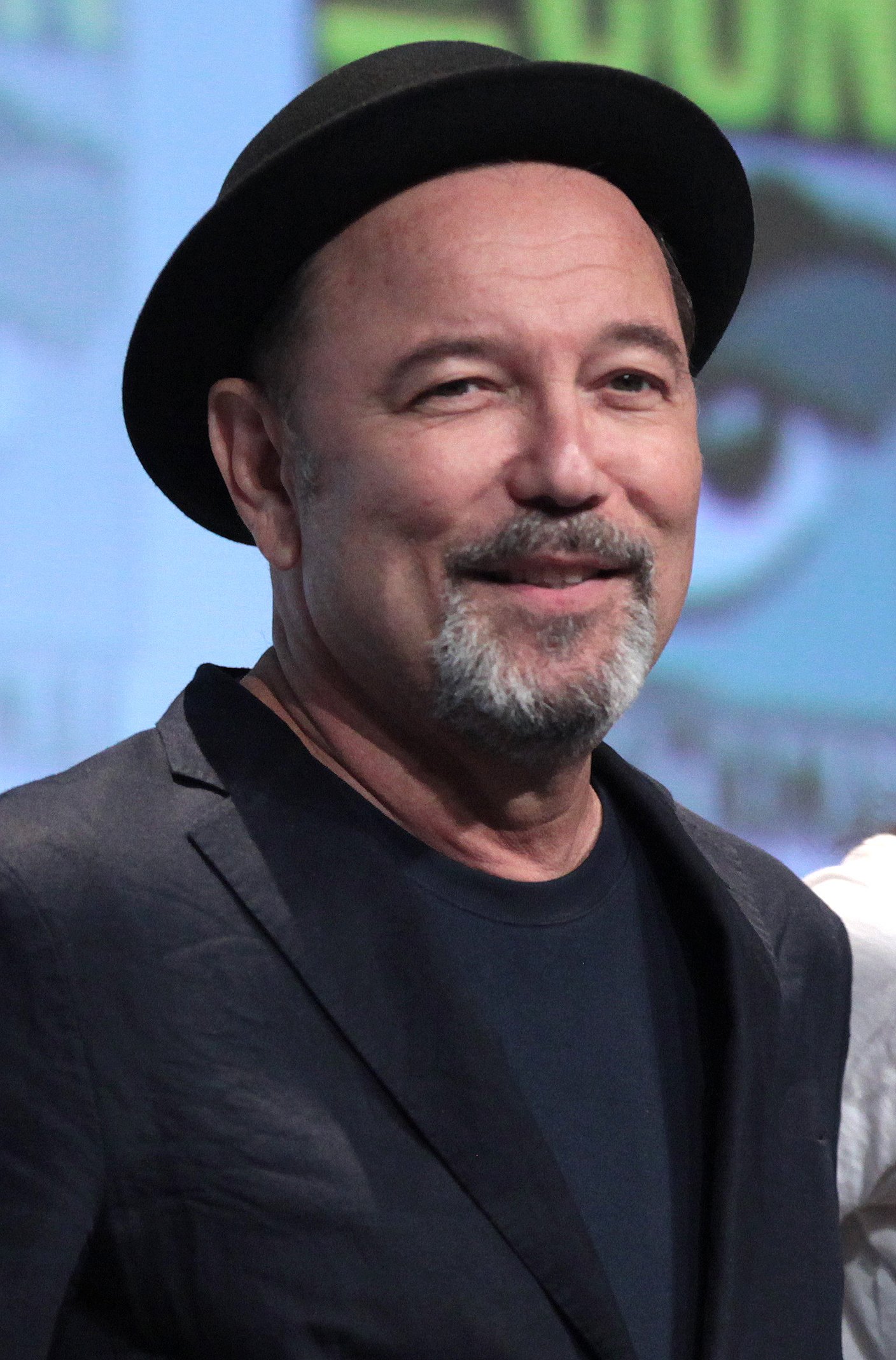
Blades en la ComicCon de San Diego, 2015

Metiendo Mano contenía canciones como Plantación Adentro y Pablo Pueblo. La primera retrata la vida de los esclavos en las factorías de los siglos XVII y XVIII. El segundo tema, fue sencillo del álbum, y retrata la vida de un hombre con problemas económicos y una familia a la que no puede alimentar. También están las canciones Según el Color, sobre las distintas miradas que puede tener un tema con respecto a las personas,

### Siembra, el éxito
Sin embargo, a pesar del talento de ambos músicos, fue Siembra, álbum lanzado en 1978, el que se considera el inicio del fenómeno Colón-Blades. El álbum fue el primero en el subgénero de la salsa consciente del que Blades es precursor hasta el día de hoy, El cambio que Siembra le trajo a la música latina, fue el hecho de que hasta ese momento se consideraba que la salsa era un género bailable, pero las letras de Rubén Blades le dieron al género una alternativa intelectual y política. También se considera uno de los mejores álbumes en español de la historia, el más vendido del género y uno de los mejores álbumes de la historia en general.
Como ya lo había hecho Queen en 1975 con Bohemian Rhapsody, que por su duración de más de 6 minutos rompió la estructura tradicional de las canciones en la radio, el tema central del disco Pedro Navaja, que cuenta la historia de un ladrón que muere abaleado por una prostituta a la que intentó robar, y que también murió por una puñalada propinada por el sujeto, duraba más de 7 minutos, suponiendo un desafío al sistema radial.

### Canciones del solar de los aburridos
El álbum salió a la venta en 1981. Luego del éxito de Siembra, se les empezó a llamar los Pioneros de la Salsa Consciente. El álbum estuvo nominado a los Grammy de 1982.

### The Last Fight
Fue el último disco de la dupla, lanzado en 1982, fue el último álbum de la dupla en el sello Fania.

### Tras la Tormenta
Es un disco de reunión de la dupla, lanzado en 1995. Fue el último trabajo conjunto de los músicos.

## Conflictos
En la actualidad ninguno de los dos músicos trabajan juntos a raíz de un presunto incumplimiento de contrato de Blades con respecto a Colón, ocurrido en el 2003. La dupla se reunió para celebrar los 25 años de Siembra en un concierto en el estadio Hiram Bithron de San Juan, Puerto Rico. Colón acusó a Blades de no pagarle una suma de dinero convenida, y Blades acusó a los productores del concierto de haberlos estafado. Hasta la fecha ninguno muestra interés en reconciliarse.